# Sleeswijk-Holstein op het Bundesvision Song Contest
Sleeswijk-Holstein is een van de zestien Duitse deelstaten die deelnemen aan de Bundesvision Song Contest.

## Overzicht
Sleeswijk-Holstein begon goed aan de Bundesvision Song Contest. Bij zijn debuut in 2005 eindigde Fettes Brot op de tweede plek, met Emanuela. Na een elfde plek een jaar later, ging Kim Frank in 2007 met de bronzen medaille naar huis, dankzij het nummer Lara. Daarna behaalde Sleeswijk-Holstein nog enkele ereplaatsen, maar het podium werd nooit meer bereikt. In 2011 keerde Muttersöhnchen met de rode lantaarn huiswaarts.

## Deelnames
| Jaar | Artiest             | Lied                      | Plaats | Punten | Taal            |
| ---- | ------------------- | ------------------------- | ------ | ------ | --------------- |
| 2005 | Fettes Brot         | Emanuela                  | 2      | 130    | Duits           |
| 2006 | TempEau             | Schöner Tag               | 11     | 26     | Duits           |
| 2007 | Kim Frank           | Lara                      | 3      | 101    | Duits           |
| 2008 | Panik               | Was würdest du tun?       | 6      | 75     | Duits           |
| 2009 | Ruben Cossani       | Bis auf letzte Nacht      | 8      | 44     | Duits           |
| 2010 | Stanfour            | Sail on                   | 7      | 60     | Engels en Duits |
| 2011 | Muttersöhnchen      | Essen geh'n               | 16     | 8      | Duits           |
| 2012 | Vierkanttretlager   | Fotoalbum                 | 6      | 76     | Duits           |
| 2013 | Luna Simao          | Es geht bis zu den Wolken | 6      | 68     | Duits           |
| 2014 | Tonbandgerät        | Alles geht                | 5      | 87     | Duits           |
| 2015 | Jeden Tag Silvester | Dein Glück                | 10     | 28     | Duits           |

Baden-Württemberg · Beieren · Berlijn · Brandenburg · Bremen · Hamburg · Hessen · Mecklenburg-Voor-Pommeren · Nedersaksen · Noordrijn-Westfalen · Rijnland-Palts · Saarland · Saksen · Saksen-Anhalt · Sleeswijk-Holstein · Thüringen